# Малайзийски рингит
Малайзийският рингит е валутата на Малайзия. Дели се на 100 сен и се издава от Банк Негара Малайзия. В обращение са банкноти от 1, 5, 10, 20, 50 и 100 рингита. На лицевата част на всяка банкнота е изобразен Туанку Абдул Рахман.

## Етимология
Думата рингит (ringgit) е остарял термин за „назъбен“ на малайски език и първоначално се използва във връзка с назъбените ръбове на сребърните испански долари, които са широко в обращение през 16 и 17 век. Думата се използва вече единствено за валутата. Поради общото си наследство със Сингапур и Бруней, техните валути също се наричат рингит от малайците.

## История
На 12 юни 1967 г. малайзийският долар, издаван от новата централна банка (Банк Негара Малайзия), заменя долара на Малая и Британско Борнео. Новата валута задържа стойността на предшественика си, с изключение на банкнотата от M$10 000, и също запазва цветовите му схеми. През следващите десетилетия са направени малки промени по паричната единица, от въвеждането на монета от M$1 през 1967 г. до спирането на банкнотите от RM500 и RM1000 през 1996 г.
Въпреки възникването на нови валути в Малайзия, Сингапур и Бруней, споразумението на страните за взаимозаменяемост означава, че малайзийският долар се обменя с еднаква номинална стойност със сингапурския и брунейския. Това приключва на 8 май 1973 г., когато правителството на Малайзия се оттегля от споразумението. Към 2017 г. Бруней и Сингапур все още поддържат взаимозаменяемостта на валутите си.
През 1993 г. е въведен символът „RM“ (Ringgit Malaysia), за да замени използването на знака за долар „$“ (или „M$“).
Между 1995 и 1997 г. рингитът се обменя като фрий-флоут валута за около 2,50 щатски долара, но след настъпването на Азиатската финансова криза от 1997 г. рингитът пада до под 3,80 MYR/USD към края на 1997 г., тъй като много капитал излиза от страната.
През първата половина на 1998 г. валутата се колебае между 3,80 и 4,40 MYR/USD, преди централната банка да фиксира рингита към щатския долар през септември 1998 г., поддържайки курс 3,80 MYR/USD, докато все още е плаващ спрямо други валути. Освен това рингитът е обозначен като нетъргуем извън Малайзия през 1998 г.
Докато печатането на банкноти от RM500 и RM1000 спира през 1996 г. в отговор на заплаха от пране на пари и износ на валута, подценяваното въздействие на финансовата криза подканва централната банка напълно да спре по-нататъшното използване на тези банкноти през 1999 г., като демонетизира останалите банкноти в обращение. Въпреки тези мерки към 7,6% от RM500 банкнотите и 0,6% от RM1000 банкнотите все още са в обращение към 30 януари 2011 г. Установено е, че общо 150 599 и 26 018 банкноти съответно от по RM500 и RM1000 все още са в обращение към 2011 г.
Рингитът губи 50% от стойността си спрямо щатския долар между 1997 и 1998 г. и претърпява девалвация спрямо други валути до 2005 г. На 21 юли 2005 г. централната банка обявява края на фиксирания курс спрямо щатския долар, веднага след като правителството на Китай обявява, че прекратява фиксирания курс на юана спрямо долара. Според централната банка, Малайзия позволява на рингита да действа в управляван плаващ валутен курс спрямо няколко големи валути. Това води до покачването на стойността на рингита по-близо до възприеманата пазарна стойност, макар централната банка да се намесва във финансовите пазари, за да поддържа стабилността при търгуването на рингита – задача, която е улеснена от факта, че рингитът е останал нетъргуем извън Малайзия след 1998 г.
След периоди на колебания, рингитът се стабилизира при курс 3,10 MYR/USD между 2011 и 2014 г. Към средата на 2014 г. претърпява рязък спад след ескалация на политическите скандали в страната, сред които присъстват обвинения за политическо насочване на милиарди рингити към офшорни сметки. Стойността спада от 3,20 MYR/USD към средата на 2014 г. до 3,70 MYR/USD към началото на 2015 г. Тъй като най-големият търговски партньор на Малайзия е Китай, кризата на китайския стоков пазар през юни 2015 г. допълнително обезценява рингита, който достига нива от 1998 г. – 4,43 MYR/USD към септември 2015 г., преди да се стабилизира на 4,10 – 4,20 MYR/USD след това. Валутата затъва дори и под нивата от 1998 г., достигайки 4,40 – 4,50 MYR/USD, след като Доналд Тръмп печели президентските избори в САЩ през 2016 г.

## Монети
| Серия от 2012 г. | Серия от 2012 г. | Серия от 2012 г. | Серия от 2012 г.     | Серия от 2012 г.     | Серия от 2012 г.         | Серия от 2012 г. | Серия от 2012 г.                                                         | Серия от 2012 г.                                                 | Серия от 2012 г. | Серия от 2012 г.  |
| Изображение      | Изображение      | Стойност         | Технически параметри | Технически параметри | Технически параметри     | Описание         | Описание                                                                 | Описание                                                         | Дата на          | Дата на           |
| Лице             | Гръб             | Стойност         | Диаметър             | Маса                 | Състав                   | Ръб              | Гръб                                                                     | Лице                                                             | Отсичане         | Издаване          |
| ---------------- | ---------------- | ---------------- | -------------------- | -------------------- | ------------------------ | ---------------- | ------------------------------------------------------------------------ | ---------------------------------------------------------------- | ---------------- | ----------------- |
|                  |                  | 5 сен            | 17,78 mm             | 1,72 g               | Неръждаема стомана       | Равен            | 14 точки, 5 хоризонтални линии, мотиви на грахови зърна, мотиви на дрехи | Име на банката, стойност, година на отсичане, националното цвете | 2011 г.          | 16 януари 2012 г. |
|                  |                  | 10 сен           | 18,80 mm             | 2,98 g               | Неръждаема стомана       | Полиран          | 14 точки, 5 хоризонтални линии, модел на тъкане от племето Мах Мери      | Име на банката, стойност, година на отсичане, националното цвете | 2011 г.          | 16 януари 2012 г. |
|                  |                  | 20 сен           | 20,60 mm             | 4,18 g               | Алпака                   | Полиран          | 14 точки, 5 хоризонтални линии, мотиви на цветя и дрехи                  | Име на банката, стойност, година на отсичане, националното цвете | 2011 г.          | 16 януари 2012 г. |
|                  |                  | 50 сен           | 22,65 mm             | 5,66 g               | Мед с покритие от алпака | Грапав           | 14 точки, мотиви на грахови зърна, фини линии като функция за сигурност  | Име на банката, стойност, година на отсичане, националното цвете | 2011 г.          | 16 януари 2012 г. |

## Банкноти
| Серия от 2012 г. | Серия от 2012 г. | Серия от 2012 г. | Серия от 2012 г. | Серия от 2012 г. | Серия от 2012 г. | Серия от 2012 г.                                                                   | Серия от 2012 г.                                    | Серия от 2012 г. | Серия от 2012 г. |
| Изображение      | Изображение      | Стойност         | Размери          | Основен цвят     | Основа           | Описание                                                                           | Описание                                            | Дата на издаване |                  |
| Лице             | Гръб             | Стойност         | Размери          | Основен цвят     | Основа           | Лице                                                                               | Гръб                                                | Дата на издаване |                  |
| ---------------- | ---------------- | ---------------- | ---------------- | ---------------- | ---------------- | ---------------------------------------------------------------------------------- | --------------------------------------------------- | ---------------- | ---------------- |
|                  |                  | RM1              | 120 × 65 mm      | Син              | Полимер          | Туанку Абдул Рахман с националното цвете, хибискус, и модел на традиционната тъкан | Вау булан (вид хвърчило)                            | 16 юли 2012 г.   |                  |
|                  |                  | RM5              | 135 × 65 mm      | Зелен            | Полимер          | Туанку Абдул Рахман с националното цвете, хибискус, и модел на традиционната тъкан | Buceros rhinoceros                                  | 16 юли 2012 г.   |                  |
|                  |                  | RM10             | 140 × 65 mm      | Червен           | Хартия           | Туанку Абдул Рахман с националното цвете, хибискус, и модел на традиционната тъкан | Рафлезия                                            | 16 юли 2012 г.   |                  |
|                  |                  | RM20             | 145 × 65 mm      | Оранжев          | Хартия           | Туанку Абдул Рахман с националното цвете, хибискус, и модел на традиционната тъкан | Ястребоклюна морска костенурка и кожеста костенурка | 16 юли 2012 г.   |                  |
|                  |                  | RM50             | 145 × 69 mm      | Циан             | Хартия           | Туанку Абдул Рахман с националното цвете, хибискус, и модел на традиционната тъкан | Абдул Рахман, Elaeis guineensis                     | 15 юли 2009 г.   |                  |
|                  |                  | RM100            | 150 × 69 mm      | Лилав            | Хартия           | Туанку Абдул Рахман с националното цвете, хибискус, и модел на традиционната тъкан | Кинабалу и зъберите на Гунунг Мулу                  | 16 юли 2012 г.   |                  |